# August Franzen
August Franzen (Barmen, 12 febbraio 1912 – Friburgo in Brisgovia, 30 marzo 1972) è stato un presbitero e storico della Chiesa tedesco.

## Biografia
August Franzen frequentò il liceo di Wuppertal e studiò teologia a Bonn dal 1931 al 1935. Fu ordinato sacerdote per l'arcidiocesi di Colonia nel 1937, dopodiché fu cappellano a Eitorf, Bad Godesberg, Königswinter e Colonia. Nel 1939 conseguì il dottorato in storia della chiesa con Wilhelm Neuß. Nella sua dissertazione si occupò dell'arcivescovo di Colonia Ferdinando di Baviera. Dopo la seconda guerra mondiale proseguì gli studi a Roma, dove esaminò i rapporti della nunziatura di Colonia nella Biblioteca vaticana. Nel 1951 portò a termine la sua abilitazione sotto la guida di Hubert Jedin con una tesi sull'arcidiaconato di Colonia, su cui ha pubblicato in seguito. Dal 1960 in poi ha insegnato storia della chiesa all'Università di Friburgo in Brisgovia.
Nel 1940 divenne un membro del consiglio dell'associazione Corpus Catholicorum, che si dedica alla ricerca sulla storia della Riforma e della riforma cattolica nei secoli XVI e XVII. Nel 1966 ne diventò presidente.
È conosciuto per la sua Kleinen Kirchengeschichte, pubblicata l'ultima volta nel 2008 nella sua 26ª edizione (ampliata e rivista da Roland Fröhlich).